# Casa a Vilanova d'Espoia
La Casa a Vilanova d'Espoia és una obra de la Torre de Claramunt (Anoia) inclosa a l'Inventari del Patrimoni Arquitectònic de Catalunya.

## Descripció
L'estructura d'aquesta casa ens confon amb la de les cases que té al costat. És construïda en pedra, el sostre de teules. Portal i finestres estan adovellats amb pedra turó. L'entrada de la casa es un portal adovellat d'arc rebaixat.

## Història
És dels segles XVI-XVII, un xic posterior a la casa fortificada.